# 赫納羅埃雷拉區
赫納羅埃雷拉區（西班牙語：Distrito de Jenaro Herrera），是秘魯的一個區，位於該國東北部洛雷託大區的雷克納省，始建於1993年10月19日，面積1,517.43平方公里，海拔高度110米，2005年人口4,922，人口密度每平方公里3.2人。